# Karl Georg von Wächter
Karl Joseph Georg Sigismund (von) Wächter, född 24 december 1797 i Marbach am Neckar, död 15 januari 1880 i Leipzig, var en tysk jurist. Han var far till Oskar von Wächter.
Wächter blev 1819 extra ordinarie och 1822 ordinarie professor i juridik vid Tübingens universitet, var 1829–1830 vice kansler för denna högskola och innehade 1833–1836 en professur i Leipzig, men återgick därefter till Tübingens universitet, där han beklädde kanslersvärdigheten 1836–1851. Han var ledamot av württembergska ständerförsamlingen 1836–1849 och 1839–1848 deputeradekammarens president. Han satt 1851–1852 som president i överappellationsdomstolen i Lübeck (för de fria städerna), följde 1852 en kallelse till professuren i pandekter vid Leipzigs universitet samt blev 1855 medlem av det sachsiska Staatsrat, 1863 förste professor i juridiska fakulteten i Leipzig och 1878 upphöjd i ärftligt adelsstånd. Han valdes 1867 till ombud för Leipzig i Nordtyska förbundets riksdag. 
Wächter utvecklade ett juridiskt skriftställarskap av betydenhet, i synnerhet på straffrättens område. Bland hans arbeten kan nämnas Lehrbuch des römisch-deutschen Strafrechts (två band, 1825–1826), Beiträge zur deutschen Rechtsgeschichte (1845), Erörterungen aus dem römischen, deutschen und württembergischen Privatrecht (1845–1846) och Die bona fides et cetera (1871). Han var medutgivare av flera juridiska tidskrifter. Efter hans död utgavs hans föreläsningar om pandekter (I–II, 1880–1881) och tysk straffrätt (1881).